# Lykken er en underlig fisk
Lykken er en underlig fisk er en dansk film fra 1989, skrevet og instrueret af Linda Wendel.

## Medvirkende
- Stine Bierlich
- Helle Ryslinge
- Lars Knutzon
- Ole Ernst
- Pelle Koppel
- Lise Schrøder
- Jens Jørn Spottag
- Carsten Bang
- Mogens Brix-Pedersen
- Marianne Moritzen
- Beatrice Palner
- Fritze Hedemann